# Belgiens kommunistiska parti

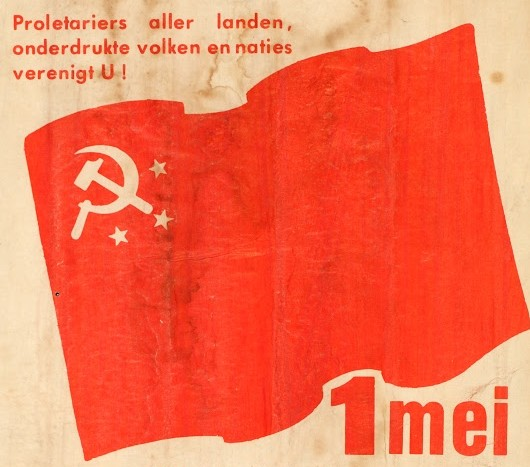
Förstamajaffisch från Belgiens kommunistiska parti

Belgiens Kommunistiska Parti (nederländska: Kommunistische Partij van België, franska: Parti Communiste de Belgique) (KPB / PCB) var ett belgiskt kommunistiskt politiskt parti som existerade mellan 1921 och 1989.
Partiet bildades i september 1921 genom samgående mellan två mindre kommunistpartier. Partiet hade vid denna tidpunkt omkring 500 medlemmar. KPB/PCB blev Belgiens sektion av Kommunistiska internationalen. Partiet valdes in i riksdagen 1921.
I valet efter kriget hade partiet växt och erhöll 12,7 procent av rösterna i riksdagsvalet. Partiet ingick i en koalitionsregering med socialisterna och liberalerna 1946-1947. Partiets ordförande, Julien Lahaut, mördades den 18 augusti 1950 av en leopoldist.
1989 splittrades partiet i de två partierna Kommunistische Partij (i Flandern) och Parti Communiste (i Vallonien).

## Ordförande för KPB/PCB
- Julien Lahaut 1945–1950
- Ernest Burnelle 1954–1968
- Marc Drumaux 1968–1972
- Louis Van Geyt 1972–1989